# 齊內亂之戰
齊內亂之戰發生於前489年。齊國田氏、鮑氏謀反，攻打天子二守國氏、高氏及他們共同扶立的年少國君公子荼。
前490年，齊景公病重，授命國夏、高張立少子公子荼為太子，放逐群公子，遷他們至東萊。景公死後，國夏與高張共立荼為國君，是為晏孺子，國夏、高張左右秉政。前489年六月，田乞表面上與兩位上卿關係融洽，暗地裡從恿大夫們及早謀反，大夫們畏懼國、高兩家，所以都聽從田乞。於是，田乞與鮑牧率兵進宮叛亂，攻打高、國兩家。高張知道後與國夏一起營救晏孺子。孺子的軍隊很快被打敗，田乞乘勝追擊國夏，國夏逃亡到莒國。軍隊返回，殺死高張，晏圉及弦施奔魯。於是鮑牧為右相，田乞為左相，立國書、高無平以繼國、高二氏之祀。與此同時，安孺子只得數歲，聽命於眾大臣，不能自立。田乞用計逼鲍牧及眾大夫擁立公子陽生為國君，是為齊悼公。將安孺子安置於駘，隨後將其弒殺。